# Initiative du peuple valencien
 (février 2019).
Si vous disposez d'ouvrages ou d'articles de référence ou si vous connaissez des sites web de qualité traitant du thème abordé ici, merci de compléter l'article en donnant les références utiles à sa vérifiabilité et en les liant à la section « Notes et références ».
L'Initiative du peuple valencien (en valencien, Iniciativa del Poble Valencià) est un parti politique espagnol de gauche, de type écologiste et valencianiste fondé en 2007.

## Description
Le parti vise à défendre les intérêts de la région Communauté valencienne. 